# Ursa (genre)
Pour les articles homonymes, voir Ursa.
Genre
Ursa est un genre d'araignées aranéomorphes de la famille des Araneidae.

## Distribution
Les espèces de ce genre se rencontrent en Amérique du Sud, au Sri Lanka, au Viêt Nam et en Afrique du Sud.

## Liste des espèces
Selon World Spider Catalog (version 17.0, 28/03/2016) :
- Ursa flavovittata Simon, 1909
- Ursa lunula (Nicolet, 1849)
- Ursa pulchra Simon, 1895
- Ursa turbinata Simon, 1895
- Ursa vittigera Simon, 1895

## Publication originale
- Simon, 1895 : Histoire naturelle des araignées. Paris, vol. 1, p. 761-1084 (texte intégral).